# ألبرت بيرجيلي
ألبرت بيرجيلي (بالإسبانية: Albert Virgili Fort) هو لاعب كرة قدم إسباني في مركز الهجوم، ولد في 12 فبراير 1983 في طركونة في إسبانيا. لعب مع خيمناستيك طركونة وسبورتنغ ماهونيس ونادي ريوس ديبورتيو ونادي كيتشي ونادي نوفيلدا ونادي ياغوستيرا.

## وصلات خارجية
- ألبرت بيرجيلي على موقع قاعدة بيانات كرة القدم.إي يو (الإنجليزية)
- ألبرت بيرجيلي على موقع Soccerway.com (الإنجليزية)